# Helena Sitkowska
Helena Sitkowska z domu Domańska (ur. 16 czerwca 1896 r., zm. 1971 lub 14 lutego 1972 r. w Łodzi) – polska nauczycielka, Sprawiedliwa wśród Narodów Świata.

## Życiorys
Helena Sitkowska była z wykształcenia nauczycielką. Przed wybuchem II wojny światowej mieszkała kolejno w Warszawie przy ul. Ciepłej, w Boernerowie i na warszawskich Bielanach przy ul. Babickiej 5 (Obecnie ul. Cegłowska 15). Miała syna Andrzeja i córkę Magdę z małżeństwa ze zmarłym przed wybuchem wojny mężem Antonim Sitkowskim, który był wyższym oficerem policji. Podczas okupacji zajmowała się wychowaniem dzieci i prowadzeniem gospodarstwa domowego. Wówczas na prośbę pianistki Cecylii Kozak udzieliła schronienia Hadassie Kozak, znanej też jako Jadwiga. Przed wybuchem powstania warszawskiego, w lipcu 1944 r., Sitkowska zaopiekowała się również 10-letnią siostrą Hadassy, Marion Kozak, którą nazywano Marią. W domu Sitkowskiej znalazła też schronienie matka zaopiekowanych dziewczyn, Bronisława Kozak z domu Landau. Po stłumieniu powstania Sitkowska i jej trójka podopiecznych byli zmuszeni opuścić Warszawę w kolumnie uchodźców. Grupie udało się uciec dzięki przekupieniu żandarma. Po dotarciu do Kielc Sitkowska zorganizowała dla Kozaków schronienie u swoich krewnych, gdzie trójka przebywała do stycznia 1945 r., gdy teren został opanowany przez Armię Czerwoną. Dzięki pośrednikom zapewniała podopiecznym ubrania i żywność. Bronisława Kozak i jej córki przeżyły okupację, natomiast po zakończeniu działań wojennych udały się na emigrację. Sitkowska skierowała się do Radomska, a następnie do krewnego mieszkającego w Łodzi, gdzie dołączył do niej syn Andrzej. Uratowana przez nią przed prześladowaniami Marion ukończyła studia historyczne w London School of Economics i została aktywistką polityczną w Wielkiej Brytanii. Hadassa Kozak jest historyczką w Nowym Jorku.
Zmarła w 1971 lub 1972 r. i została pochowana na cmentarzu ewangelicko-augsburskim w Łodzi w sektorze 50_D2, rzędzie 1, grobie o numerze 4.
1 stycznia 1995 r. Helena Sitkowska została pośmiertnie uznana przez Jad Waszem tytułem Sprawiedliwej wśród Narodów Świata.